# Valentin Haecker
Ferdinand Carl Valentin Haecker, född 15 september 1864, död 19 december 1928, var en tysk zoolog.
Hackner blev 1900 professor i Stuttgart, och 1909 i Halle. Han har i sina arbeten behandlat fåglarnas sång, radiolarier, utvecklingen hos maneter och lägre kräftdjur samt cellbefruktnings- och ärftlighetslära. 
Bland hans skrifter märks Allegemeine Vererbungslehre (1911, 4:e upplagan 1921). Hacker var en av utgivarna av Zeitschrift für induktive Abstammungs- und Vererbungslehre.